# Trachyuropoda mexicana
Trachyuropoda mexicana es una especie de arácnido del orden Mesostigmata de la familia Trachyuropodidae.

## Distribución geográfica
Se encuentra en México.